# Welcome to the planet
Welcome to the planet is een studioalbum van Big Big Train. 

## Inleiding
Het album werd opgenomen tijdens de coronapandemie. Dit is een van de redenen dat er vijf geluidsstudio’s werden gebruikt, maar ook voor die pandemie was dat deels al het geval. De drummer Nick D'Virgilio kwam niet altijd over uit de Verenigde Staten naar het Verenigd Koninkrijk voor zijn bijdragen; hij bestiert zelf de Sweetwater Studios. Andere plaatsen waar werd opgenomen waren de Real World Studios, Aubitt (van geluidstechnicus Rob Aubrey), Gungfly (van Rikard Sjöblom) en Castlesound. Die periode van wereldwijde ziekte inspireerde de band om in die periode van stilstand zoveel mogelijk muziek te schrijven en op te nemen. Welcome verscheen amper zes maanden na voorganger Common ground.
Het album werd opnieuw gestoken in een hoes naar ontwerp van Sara Louise Ewing (vrouw van zanger David Longdon) en Steve Vantsis. Zanger David Longdon overleed op 20 november 2021, vlak na de opnamen. 
Big Big Train gebruikte voorafgaand aan dit album veelal langere nummers om hun verhaal kwijt te kunnen; bij Welcome is het langste nummer net iets lander dan zeven minuten. Voorts werd geconstateerd dat de verscheidenheid aan stijlen op dit album was toegenomen, deels te danken aan enkele personeelswisselingen. Er is naast progressieve rock ook jaren 50-muziek te horen, filmische muziek en muziek die lijkt op dixieland. De nieuwe leden hadden daarin een aandeel. Opvallend werd ook gevonden de relatief grote bijdragen van de koperblazers, de laatste jaren altijd aanwezig, maar niet zo veelvuldig als op dit album. Het bijdragen werd ook wel vergeleken met die van Chicago uit hun begintijd.
Het album valt in twee delen uiteen, waarbij het eerste nummer Made from sunshine en Welcome to the planet aan elkaar zijn gekoppeld.

## Musici
- David Longdon – zang, toetsinstrumenten, percussie
- Dave Foster – gitaren
- Rikard Sjöblom – toetsinstrumenten, gitaar, zang
- Carly Bryant - toetsinstrumenten, zang
- Gregory Spawton  - basgitaar, baspedalen, toetsinstrumenten
- Nick D'Virgilio - drumstel
- Nick Stones – hoorn
- Ben Godfrey – trompet
- Dave Desmond – trombone
- John Storey – eufonium
- Jon Truscott – tuba
- Clare Lindley – zang, viool (6)

Met 
- Derek Reeves – viool (2)
- Aidan O’Rourke – viool (3, 8), soundscapes (3)
- Riaan Vosloo – contrabas (8)

## Muziek
| Nr. | Titel                                                                 | Duur |
| --- | --------------------------------------------------------------------- | ---- |
| 1.  | Part one: Made from sunshine (M: Dave Foster, T: Longdon)             | 4:04 |
| 2.  | Part one: The connection plan (D’Virgilio)                            | 3:55 |
| 3.  | Part one: Lanterna (Spawton)                                          | 6:29 |
| 4.  | Part one: Capitoline Venus (Spawton)                                  | 2:27 |
| 5.  | Part one: A room with no ceiling (Sjöblom)                            | 4:52 |
| 6.  | Part two: Proper Jack Froster (Spawton)                               | 6:46 |
| 7.  | Part two: Bats in the Belfry (D’Virgilio)                             | 4:54 |
| 8.  | Part two: Oak and stone (M: Spawton, D’Virgilio, Sjöblom, T: Spawton) | 7:12 |
| 9.  | Part two: Welcome to the planet (Bryant)                              | 6:41 |

Lanterna is een eerbetoon aan een vuurtoren nabij Genua. Proper Jack Froster is een terugblik van Spawton (Jack Frost is variant van vadertje winter).
Het album wist in tegenstelling tot voorgaande albums een notering in een albumlijst te scoren; in Zwitserland stond het één week in de lijst en wel op plaats 84. In Engeland betekende het hun vijfde notering van een album; ook hier één week, plaats 44.